# Драгутин Карло Ђурковић
Драгутин Карло Ђурковић (Будим, 1810 — Будим, 1874) био је српски портретни сликар из Угарске.

## Уметничко дело
До сада су позната три његова портрета: један, кабинетског формата, из некадашње Збирке Јоце Вујића данас се налази у београдском Народном музеју: Портрет мушкарца (1837), кao и два из Галерије Матице српске у Новом Саду: Млади човек и Млада жена (1859). Сви они су рађени у стилу бидермајера, под видним утицајем портретног сликарства Константина Данила.